# Su Haoyu
Su Haoyu (26 oktober 2000) is een Chinees wielrenner.

## Carrière
In 2022 werd Su vierde in de door zijn landgenoot Liu Jiankun gewonnen Ronde van het Qinghaimeer. Het daaropvolgende seizoen maakte hij de overstap naar China Glory Continental Cycling Team. Namens die ploeg werd hij in 2023 derde op het nationale kampioenschap tijdrijden. Op het wereldkampioenschap reed hij de wegwedstrijd niet uit en eindigde hij op plek 58 in de tijdrit. In 2024 werd Su onder meer achtste in de Bueng Si Fai International Road Race en twintigste in het eindklassement van de Ronde van Thailand.
In 2025 werd Su prof bij XDS Astana, waar hij als dertigste renner werd aangekondigd als vervanger van Gleb Syritsa. Zijn debuut voor de ploeg maakte hij in de Ronde van de Verenigde Arabische Emiraten.

## Resultaten in voornaamste wedstrijden
|      | \| Jaar \| \| WK op de weg \| \| ---- \| \| ------------ \| \| 2023 \| \| opgave \| |              |
| Jaar |                                                                                     | WK op de weg |
| 2023 |                                                                                     | opgave       |

## Ploegen
- 2021 –  Li Ning Star Cycling Team
- 2022 –  Li Ning Star Cycling Team
- 2023 –  China Glory Continental Cycling Team
- 2024 –  China Glory-Mentech Continental Cycling Team
- 2025 –  XDS Astana Team